# Борколабовский сельсовет
Боркола́бовский сельсове́т (Барколабовский) — упразднённая административно-территориальная единица в Быховском районе Могилёвской области Белоруссии.

## История
Создан в 1924 году в составе Быховского района.
Названия:
- Барколабовский сельский Совет депутатов трудящихся
- с 7.10.1977 — Барколабовский сельский Совет народных депутатов
- с 15.3.1994 — Барколабовский сельский Совет депутатов[1].

Упразднён решением Могилёвского областного Совета депутатов от 20 ноября 2013 года; населённые пункты переданы в состав Холстовского сельсовета Быховского района.

## Состав
В состав сельсовета входили 10 населённых пунктов:
- Борколабово — агрогородок.
- Барсуки — деревня.
- Боровка — деревня.
- Дальнее Лядо — деревня.
- Залохвенье — деревня.
- Косичи — деревня.
- Липовка — деревня.
- Ректа — деревня.
- Сорочино — деревня.
- Ходутичи — деревня.